# Kresna (gmina)
Kresna (bułg. Община Кресна)  − gmina w południowo-zachodniej Bułgarii, w obwodzie Błagojewgrad.

## Miejscowości
Miejscowości wchodzące w skład gminy Kresna:
- Budiłci (bułg.: Будилци),
- Dołna Gradesznica (bułg.: Долна Градешница),
- Gorna Breznica (bułg.: Горна Брезница),
- Ezerec (bułg.: Езерец)
- Kresna (bułg.: Кресна) – siedziba gminy,
- Nowo seło (bułg.: Ново село)
- Osztawa (bułg.: Ощава),
- Sliwnica (bułg.: Сливница),
- Stara Kresna (bułg.: Стара Кресна),
- Włachi (bułg.: Влахи).